# Åke Sundberg (musiker)
Åke Sundberg, född 24 juli 1947, är en svensk musiker och kulturprofil.
Sundberg växte upp i Boden och nämner I19:s militärkår som den inspirationskälla som blev starten till hans musikintresse. Han började som dansbandsmusiker, men flyttade 1969 till Umeå för att utbilda sig till civilekonom och ingenjör. Året därpå började han i studentorkestern Renhornen vid Umeå universitet som han senare blev ledare för. Han var under många år ekonomichef och senare vice VD vid Norrlandsoperan i Umeå, men återvände så småningom till Boden för att bli ordförande i orkesterföreningen där.
Sundberg var värd för Sommar i P1 den 4 augusti 1988.

## Utmärkelser
- 1991 – Minervastipendiet från Kulturnämnden i Umeå, "till utövare eller främjare av kulturell verksamhet med anknytning till främst Västerbotten".[6]